# Umhlanga (Ritual)

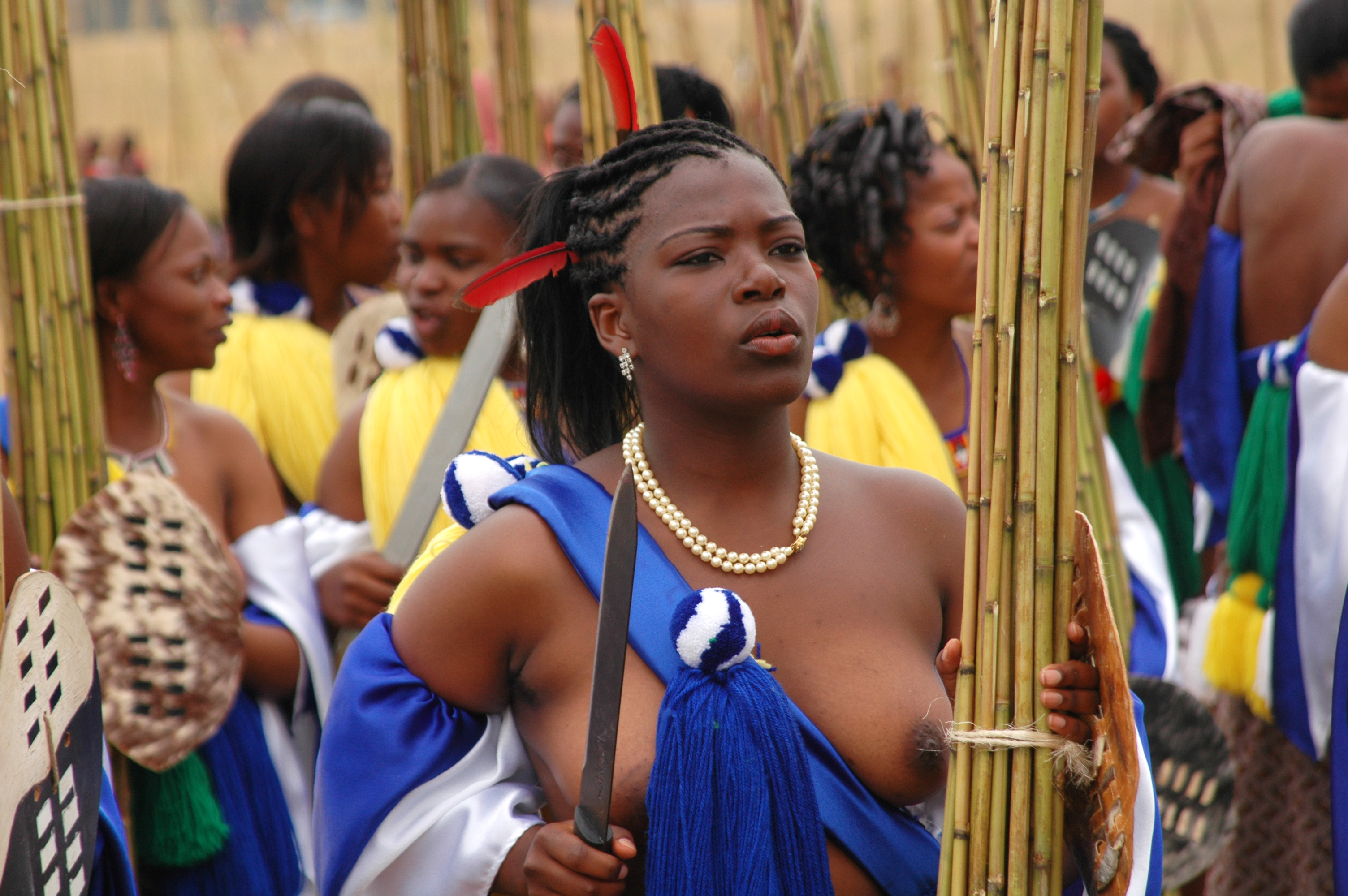
Eine junge Frau bei der Reed Dance Ceremony.

Umhlanga (um̩ɬaːŋɡa, englisch Reed Dance, dt. „Schilfrohrtanz“) ist ein jährliches Ritual der Swasi in Eswatini und ein Frühlingsfest. In den 1990ern wurde das Ritual auch bei Zulu in Südafrika populär. Zehntausende unverheirateter und kinderloser Mädchen und Frauen aus Swasiland reisen aus unterschiedlichen Stammesgebieten zum Ludzidzini Royal Village, um an dem acht-tägigen Event teilzunehmen.
Umhlanga wurde in den 1940ern in Eswatini unter der Herrschaft von Sobhuza II. in seiner heutigen Form eingeführt und ist die Adaption der älteren Umcwasho-Zeremonie. In Südafrika wurde Umhlanga 1991 von Goodwill Zwelithini eingeführt, dem damaligen König der Zulus. In Südafrika wird das Ritual in Nongoma, einem königlichen Kraal der Zulukönige abgehalten.

## Südafrika

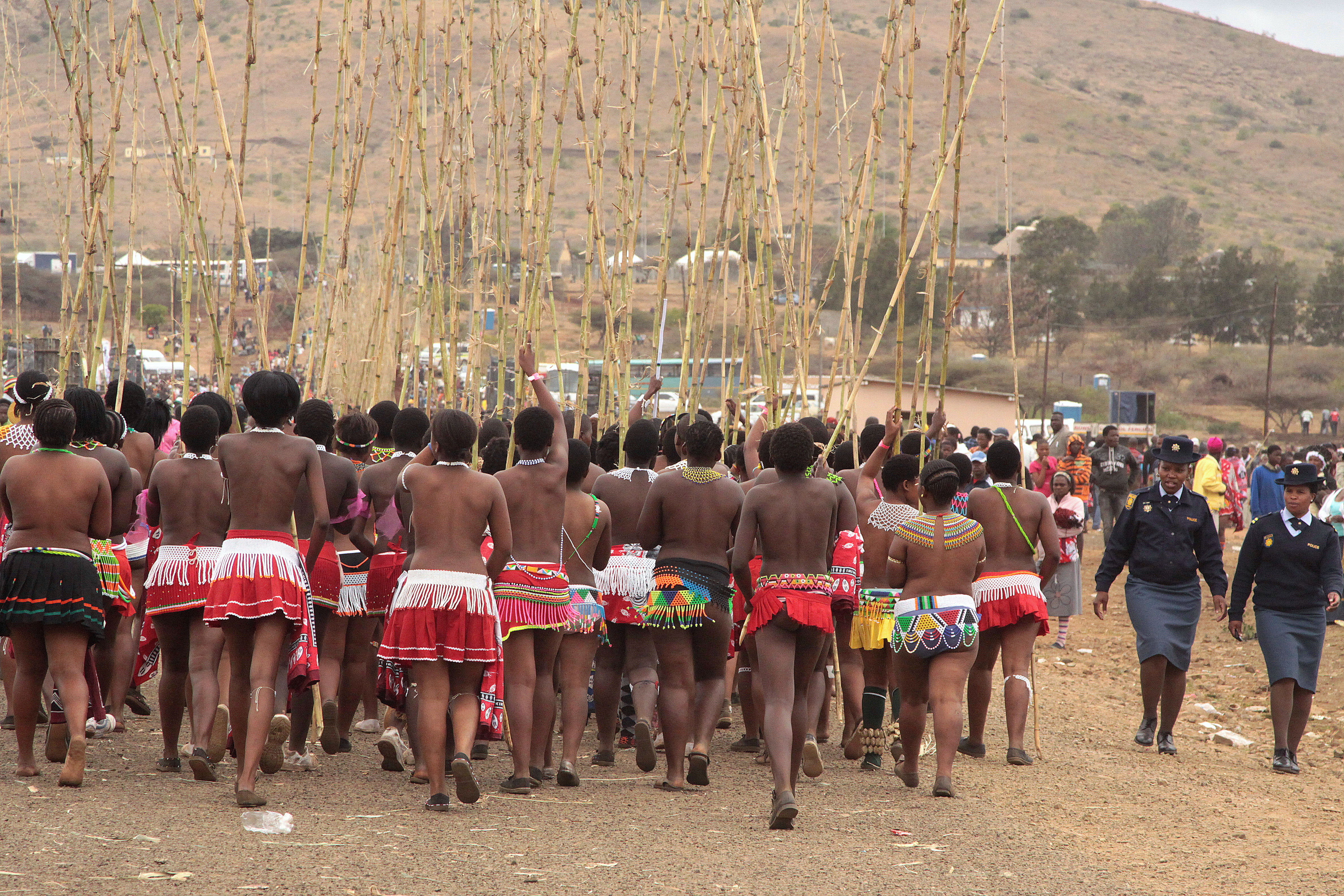
Umkhosi woMhlanga in Nongoma, Südafrika.

In Südafrika wird die Zeremonie als Umkhosi woMhlanga bezeichnet und findet jedes Jahr im September beim Enyokeni Royal Palace in Nongoma Enyokeni statt. Dazu kommen Mädchen aus allen Teilen von Zululand und in jüngeren Jahren sogar teilweise aus Eswatini, sowie aus Botswana und Pondoland (Ostkap).
Alle Mädchen müssen sich einem Jungfräulichkeitstest unterziehen, bevor es ihnen erlaubt wird, an einem königlichen Tanz teilzunehmen. In neuerer Zeit gab es ablehnende Stimmen gegen diesen Brauch.
Die Mädchen tragen zum Ritual traditionelle Kleidung, vor allem mit schön gestalteten Perlenstickereien (Baldrick Buckle) und so genannten izigege,izinculuba und imintsha, die das Gesäß zeigen. Sie tragen außerdem Ketten, Arm- und Fuß- und Halsreifen und farbenfrohe Schärpen. Jede Schärpe hat Anhänger in verschiedenen Farben, wodurch angezeigt wird, ob ein Mädchen bereits verlobt ist.
Als Teil der Zeremonie tanzen die jungen Frauen Oben ohne für ihren König und jede Jungfrau trägt ein langes Schilfrohr, welches im Laufe der Prozession zum König vor diesem abgelegt wird. Die Mädchen suchen nur die längsten und stärksten Schilfrohre und tragen sie über ihren Köpfen den Hügel zum Enyokeni Palace hinauf. Die Prozession wird angeführt von der prominentesten Zulu-Prinzessin, die insgesamt eine wichtige Rolle in dem Fest einnimmt. Falls das Schilfrohr bricht, bevor das Mädchen es ablegen kann, gilt dies als Omen, dass das Mädchen bereits Sex hatte.
Die Zeremonie wurde von König Goodwill Zwelethini 1991 neu eingeführt als Mittel, um die jungen Zulu-Mädchen zu ermutigen, sexuelle Aktivitäten bis zur Heirat hinauszuzögern und damit die Übertragung von AIDS zu verringern. 2007 nahmen etwa 30.000 Mädchen an der Veranstaltung teil. Die Organisatoren der Zeremonie haben mittlerweile strenge Regeln für Photographen erlassen, da manche der Bilder auf Pornographischen Homepages veröffentlicht worden waren.
Die Zeremonie wurde schon von Jacob Zuma, dem damaligen Präsidenten der Republik Südafrika (selbst ein Zulu), und Zweli Mkhize, dem damaligen Premier of KwaZulu-Natal, besucht.

## Eswatini

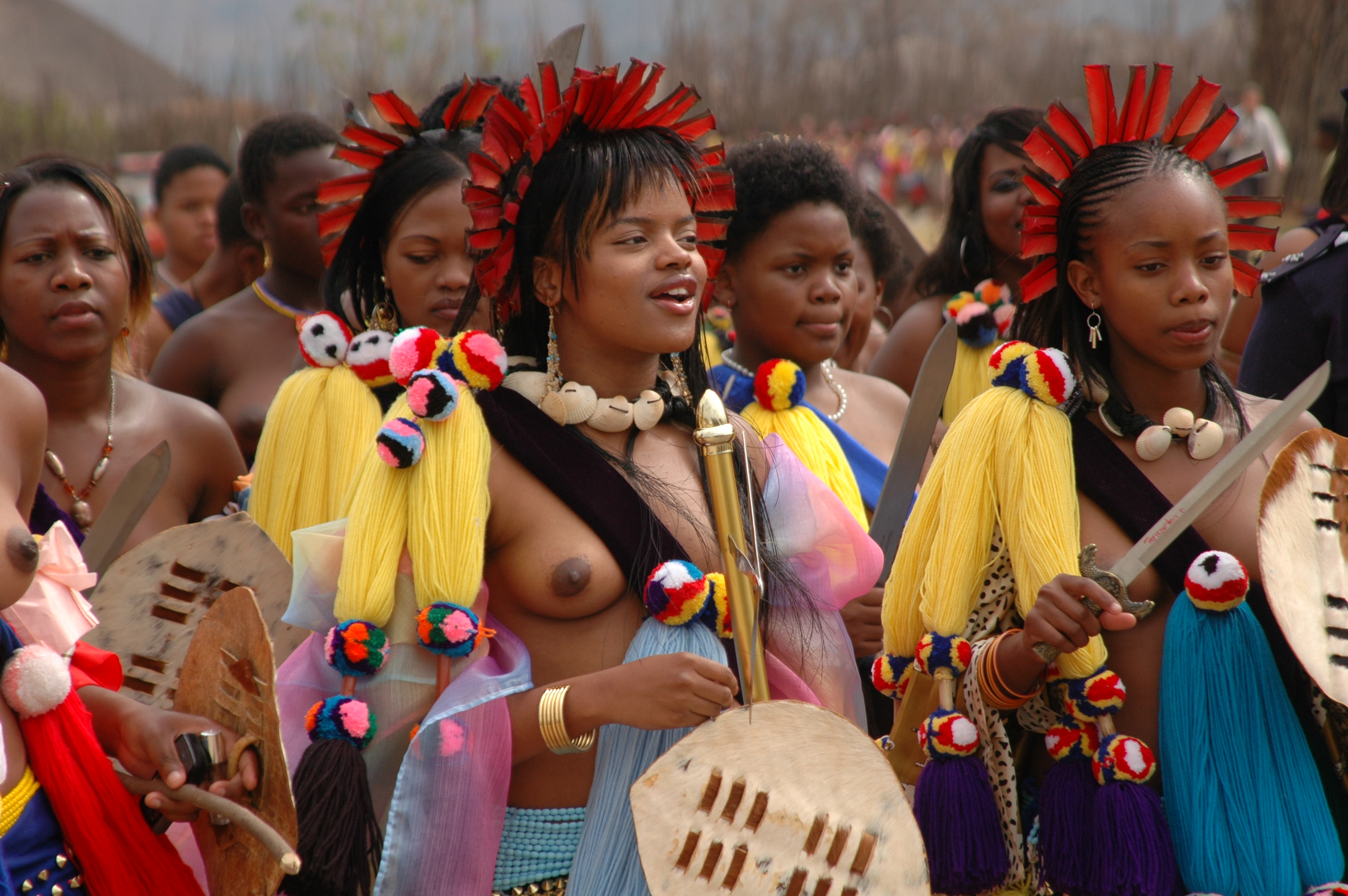
HRH Princess Sikhanyiso Dlamini beim Umhlanga 2006. Sie trägt eine rote Federkrone, wodurch sie als Mitglied der königlichen Familie erkennbar ist.

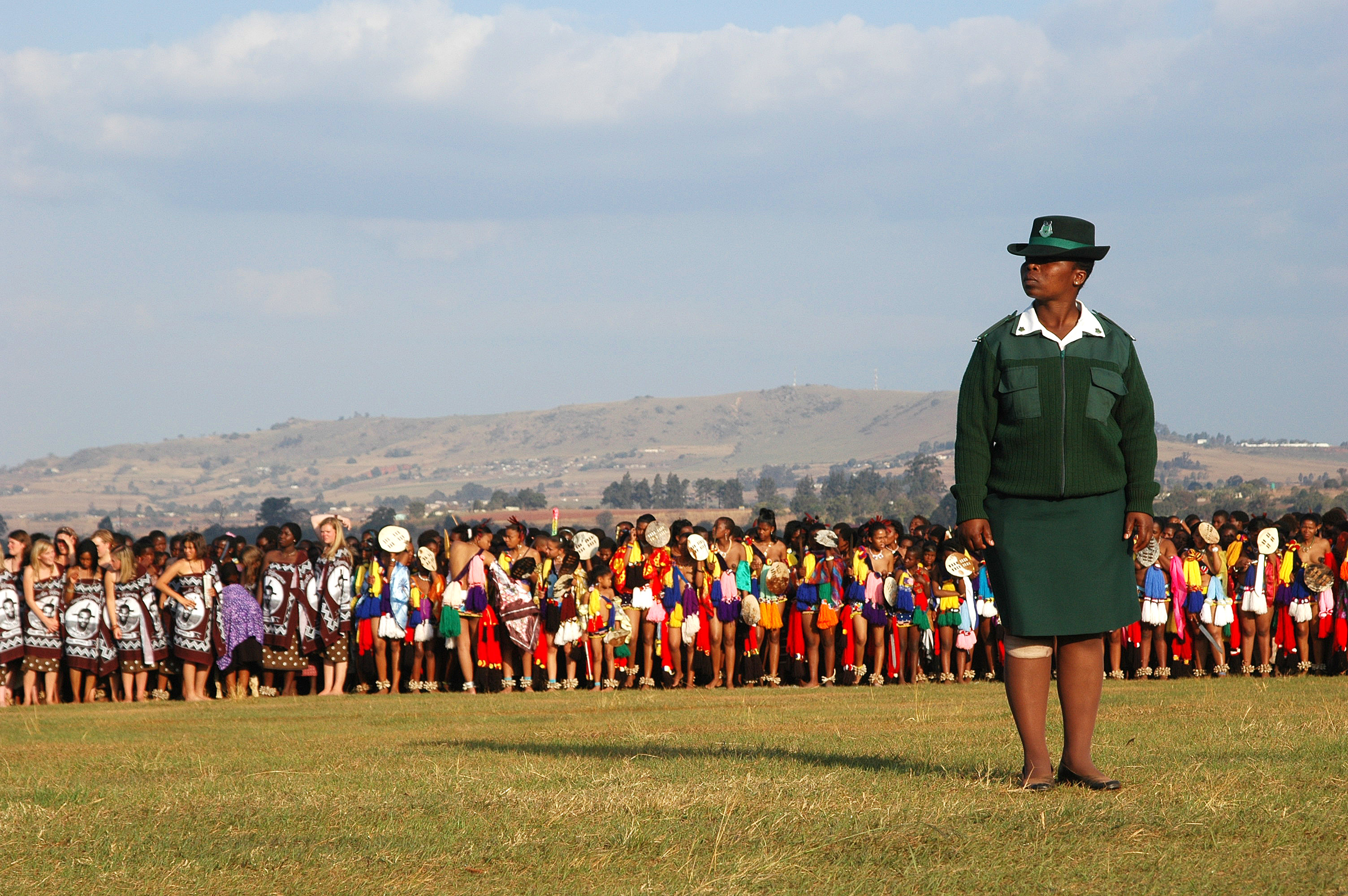
Reed Dance in Lobamba 2006.

In Eswatini beginnt die Zeremonie mit einer Zusammenkunft der Mädchen am Wohnsitz der Ndlovukati (Königinmutter), derzeit am Ludzidzini Royal Village. Danach verteilen sich die Mädchen in der folgenden Nacht auf die Umgebung, wo sie hohes Schilfrohr schneiden. Eine Nacht später bündeln sie das Rohr und bringen es zurück zur Königinmutter, wo es zur Reparatur des Schilf-Windschutzes benutzt wird, welcher das königliche Dorf umgibt.
Nach einem Tag Ruhe und Waschungen kleiden sich die Frauen in ihrer traditionellen Tracht, die aus einem Perlen-Halsband, Rasselbändern aus Kokons an den Fesseln, einer Schärpe und einem Rock besteht. Viele tragen zusätzlich Buschmesser, die sie zuvor zum Schilfrohrschneiden benutzt haben als Symbol ihrer Jungfräulichkeit.
Die Frauen singen und tanzen bei ihrer Parade vor der königlichen Familie und einer Tribüne mit Würdenträgern, Zuschauern und Touristen. Nach der Parade ziehen ausgewählte Gruppen von verschiedenen Dörfern zum Zentrum des Feldes und vollführen spezielle Darbietungen für die Menge. Die Töchter des Königs und königliche Prinzessinnen nehmen ebenfalls am Umhlanga teil. Sie sind durch eine Krone aus roten Federn gekennzeichnet.
Während der Zeremonie wählt der König mit der Hilfe seiner Mutter und der älteren Schwester 365 Mädchen aus. Ein großer Teil von ihnen wird in einem Palast im Zentrum von Mbabane leben. Von diesen 365 kann der König eine neue Frau aussuchen, was er aber nicht jedes Jahr tut. Ein Jahr lang stehen ihm diese Mädchen zur Verfügung.
Die derzeitige Form des Umhlanga entstand in den 1940ern aus dem Umcwasho-Ritual, in welchem junge Mädchen in Alters-Regimentern versammelt wurden,  um ihre Jungfräulichkeit zu gewährleisten. Sobald sie das heiratsfähige Alter erreicht hatten, führten sie Arbeiten für die Königinmutter durch und tanzten und feierten. Der offizielle Anlass für diese jährlichen Zeremonien ist, die Keuschheit der Mädchen zu gewährleisten, Arbeiten für die Königinmutter durchzuführen und Solidarität unter den Frauen durch gemeinsame Arbeit zu erzeugen.

## Nacktheits-Kontroverse
Während es unerwünscht ist, Bilder aus dem Ritual auf einschlägigen Webseiten abzubilden, stieß die Altersbeschränkung von entsprechenden Videos durch YouTube auf Widerstand. Lazi Dlamini der damalige Leiter von TV Yabantu, einer Produktionsfirma für Online-Inhalte, welche Inhalt produzieren möchte, welcher „Afrikanische Werte schützt, erhält und erneuert“ („protects, preserves and restores African values“). Dlamini, der mit mehr als 200 verschiedenen kulturellen Gruppen in Südafrika und in Eswatini arbeitet, organisierte eine Reihe von Protesten gegen Google um diese Praxis zu ändern. YouTube entschuldigte sich und erlaubte die Wiedergabe von authentischen traditionellen afrikanischen Videos. Laut einem Repräsentanten der Firma hoben sie die Beschränkungen auf, weil es nicht Googles Policy ist „Nacktheit zu verbieten, wo sie kulturell oder traditionell passend ist.“ („not restrict nudity in such instances where it is culturally or traditionally appropriate.“)